# Cultura de São Cristóvão e Neves

## Feriados
| Data             | Português                    | Nome local           | Observações |
| ---------------- | ---------------------------- | -------------------- | ----------- |
| 1º de Janeiro    | Ano Novo                     | New Year             |             |
| 1 e 2 de janeiro | Carnaval                     | Carnival             |             |
| móvel            | Sexta-feira Santa            | Good Friday          |             |
| movél            | Páscoa                       | Easter               |             |
| móvel            | Segunda-feira de Páscoa      | Easter Monday        |             |
| 5 de maio        | Dia do Trabalho              | Labour Day           |             |
| movél            | Pentecostes                  | Whit Sunday          |             |
| móvel            | Segunda-feira de Pentecostes | Whit Monday          |             |
| 4 de agosto      | Dia da emancipação           | Emancipation day     |             |
| 5 de agosto      | Culturama                    | Last Lap             |             |
| 16 de setembro   | Dia dos Heróis Nacionais     | National Heroes' Day |             |
| 19 de setembro   | Dia da independência         | Independence day     |             |
| 25 de dezembro   | Natal                        | Christmas            |             |
| 26 de dezembro   | Boxing day                   |                      |             |

Outros dias
- O Dia de Kim Collins (25 de agosto) está na lista dos feriados nacionais, porém funciona como dia útil.[carece de fontes?]